# Festival Promessas 2012

## Festival Promessas 2012
Depois do sucesso de audiência a Rede Globo confirmou que haveria a 2º Edição mas em São Paulo no dia 08 de dezembro de 2012 no Aeroporto do Campo de Marte reuniu cerca de 100 mil pessoas na zona norte da capital, que recebeu seis atrações. Apresentaram-se André Valadão, Cassiane, Aline Barros, Fernandinho, Thalles e Diante do Trono. Cada show teve duração de cerca de 45 minutos, com intervalos de 10 minutos. Para a edição de São Paulo, foram montadas estruturas de caixas de som e telões de led para que aqueles que não conseguiram ficar perto do palco pudessem aproveitar as apresentações. O palco tinha 17 torres de iluminação de led que funcionaram como vitrais durante os shows. 

## Cantores participantes
| Nome do Cantor/Banda | Gravadora (na época do evento) |
| -------------------- | ------------------------------ |
| André Valadão        | Onimusic                       |
| Cassiane             | Sony Music                     |
| Aline Barros         | MK Music                       |
| Fernandinho          | Onimusic                       |
| Thalles              | Graça Music                    |
| Diante do Trono      | Som Livre                      |

## Musicas executadas
- Nada Pode Quebrar - André Valadão
- Com Fé - André Valadão
- 500° Graus - Cassiane
- Medley: Ressuscita-me/ Apaixonado/ Recomeçar/ Vou Te Alegrar - Aline Barros
- O Hino - Fernandinho
- Faz Chover - Fernandinho
- Deus da Força - Thalles Roberto
- Eu Escolho Deus - Thalles Roberto
- Meu Mundo - Thalles Roberto
- Preciso de Ti (2ª versão) - Diante do Trono
- Canta Minh'Alma - Diante do Trono
- Creio - Diante do Trono
- Minha Pequena Luz (Let it Shine)/ Brilha Jesus - Todos